# Моравецкий, Корнель
Корнель Анджей Моравецкий (пол. Kornel Andrzej Morawiecki; 3 мая 1941, Варшава — 30 сентября 2019, там же) — польский диссидент и политик, активист антикоммунистической оппозиции в ПНР. Основатель и лидер радикального движения Борющаяся Солидарность. Представитель непримиримого крыла польской оппозиции. Кандидат в президенты Польши на выборах 2010. Преподаватель Вроцлавского политехнического университета, доктор физических наук. 25 октября 2015 года избран депутатом сейма. Отец Матеуша Моравецкого.

## Происхождение
Родился в семье дворянского происхождения. Семейство традиционно придерживалось национал-патриотических убеждений, исповедовало культ Костюшко и Пилсудского. Михал Моравецкий, отец Корнеля Моравецкого, в годы нацистской оккупации состоял в Союзе вооружённой борьбы и Армии Крайовой. Ядвига Шуманьская, мать Корнеля Моравецкого, придерживалась несколько иных взглядов, будучи известной сторонницей европейской интеграции.
Корнель Моравецкий был старшим сыном в семье. Имел брата Рышарда и сестру Зофию.

## Физик в оппозиционном подполье

### Молодёжные протесты
В 1958 окончил варшавскую гимназию имени Адама Мицкевича, в 1963 — физический факультет Вроцлавского университета. Занимался квантовой теорией поля. В 29 лет получил степень доктора наук. С 1973 — научный сотрудник Вроцлавского политехнического университета.
В 1968 году Корнель Моравецкий участвовал в студенческих протестах. После подавления занялся антикоммунистической агитацией. Состоял в подпольной группе, распространял листовки с осуждением правящего режима компартии ПОРП, политических репрессий в ПНР, вторжения в Чехословакию, расстрелов на Балтийском побережье в декабре 1970 года. Издавал подпольный бюллетень Biuletyn Dolnośląski. Во время первого визита в Польшу Папы Римского Иоанна Павла II в 1979 году Корнель Моравецкий организовал молодёжные выступления под лозунгом «Вера и Независимость!»

### В «Солидарности». Уход в подполье
В августе 1980 Корнель Моравецкий стал одним из лидеров забастовочного движения во Вроцлаве. Опубликовал в своём бюллетене обращение к советским солдатам, расквартированным в Польше, за что был арестован, но вскоре освобождён. Активно участвовал в деятельности профсоюза «Солидарность». На съезде «Солидарности» в сентябре—октябре 1981 был среди инициаторов Обращения к трудящимся Восточной Европы.
При введении военного положения 13 декабря 1981 Корнель Моравецкий сумел избежать интернирования и ушёл в подполье. Первый выпуск нелегального издания Z dnia na dzień был напечатан в ночь на 14 декабря 1981 года и уже утром распространялся во Вроцлаве. Моравецкий активно сотрудничал с руководителем вроцлавского подпольного профцентра «Солидарности» Владиславом Фрасынюком, редактировал прессу забастовочных комитетов.

## Лидер «Борющейся Солидарности»

### Радикальная программа
В конце мая 1982 Корнель Моравецкий, Войцех Мыслецкий, Павел Фалицкий, Ян Павловский основали движение Борющаяся Солидарность, которое публично объявила своими целями свержение коммунистического режима и независимость Польши от СССР. Программа была изложена в брошюре Моравецкого Kim jesteśmy? O co walczymy? («Кто мы? За что сражаемся?»). Заявлялись такие установки, как ликвидация коммунистической системы, достижение независимости, построение общества, основанного на демократическом самоуправлении и социальной солидарности в духе социального учения Католической церкви. Столь радикальные установки оглашались в Восточной Европе впервые после подавления вооружённого сопротивления 1950-х годов.
Моравецкий особо подчёркивал, что борьба не ограничивается Польшей, но касается всех народов Восточной Европы и Советского Союза. Значился также пункт объединения Германии на демократической основе. Эти идеи в том или ином виде реализовались на рубеже 1980—1990-х годов.

### Активная борьба
Само название «Борющейся Солидарности» акцентировало бескомпромиссность, жёсткость и решительность (в отличие от более осторожной позиции подпольных профцентров «Солидарности»). Первые акции состоялись в июне 1982 во Вроцлаве. 13 и 26 июня несколько часов в городе шли столкновения с ЗОМО. Вроцлавские события получили широкий резонанс, организации «Борющейся Солидарности» возникли по всей стране. В ходе крупнейших протестных акций 31 августа 1982 активисты SW действовали в атакующем стиле, город на несколько часов вышел из-под контроля властей.
«Борющаяся Солидарность» постоянно устраивала уличные акции, вела радио- и печатную агитацию, распространяла более 130 нелегальных изданий, организовывала вывешивание баннеров, написание настенных лозунгов. Вроцлавское протестное движение, опиравшееся на техническую интеллигенцию и студенчество, имело ряд отличительных особенностей, собственный девиз Wolni i Solidarni! и во многом ассоциировалось с именем Корнеля Моравецкого.
В структуре и деятельности «Борющейся Солидарности» отразились такие личные качества Корнеля Моравецкого, как упорство, собранность, техническое мышление. Во Вроцлаве был создан подпольный центр радиопропаганды. Техническая квалификация активистов позволяла осуществлять радиоперехваты сообщений госбезопасности и ЗОМО. В «Борющуюся Солидарность» практически не удавалось внедрить агентуру и было крайне сложно задерживать активистов. «Борющаяся Солидарность» регулярно выигрывала «интеллектуальный поединок» с СБ МВД ПНР.
Отличительной особенностью «Борющейся Солидарности» являлась готовность к любым формам и методам борьбы, вплоть до вооружённых. Действовал отдел контрразведки, сотрудничавший с группой Мариана Харукевича — антикоммунистическими подпольщиками во вроцлавском управлении СБ. После похищения «неизвестными» пятнадцатилетнего Матеуша Моравецкого, сына Корнеля Моравецкого, активисты подожгли дачу функционера госбезопасности подполковника Новицкого. Моравецкий-старший направил начальнику вроцлавской СБ полковнику Блажеевскому письмо, в котором предупредил его о личной ответственности за безопасность активистов и членов их семей. Блажеевский был взят под наблюдение, но акцию против него совершать не пришлось — нападения «неизвестных» прекратились.

### Арест, депортация, возвращение
Арестовать Моравецкого СБ удалось лишь в 9 ноября 1987 года (незадолго до того начальника СБ генерала Цястоня сменил более «креативный» генерал Данковский) — после почти шести лет активной подпольной борьбы. При этом не были обнаружены никакие материалы, не выявлена ни одна явка. При аресте Моравецкого транспортировали на вертолёте, поскольку опасались побега. Около полугода он находился в тюрьме Мокотув. Кампания за освобождение Корнеля Моравецкого охватила различные страны мира, соответствующий комитет по инициативе Конфедерации независимой Польши (КНП) был создан в США.
Под давлением протестов власти ПНР отказались от запланированного показательного процесса. 30 апреля 1988 года Корнель Моравецкий вместе с Анджеем Колодзеем был выслан в Италию. Уже 30 августа Моравецкий нелегально вернулся в Польшу. К тому времени в стране развернулось массовое движение, вынудившее руководство ПОРП пойти на серьёзные уступки и приступить к политическим реформам.

## Политик Третьей Речи Посполитой
Корнель Моравецкий и «Борющаяся Солидарность» категорически отвергли Круглый стол, посчитав его продолжением «сговора с коммунистами в Магдаленке». Такая позиция была логична в свете свойственной Моравецкому бескомпромиссности, однако она фактически вывела его из польского политического расклада.
Попытка Моравецкого выдвинуть свою кандидатуру на президентских выборах 1990 не удалась из-за отсутствия необходимого количества подписей. Созданная Моравецким Партия свободы не смогла получить представительство в сейме на выборах 1991 года.
Корнель Моравецкий и его партия выступали с позиций католической социальной доктрины, христианского солидаризма, идей Иоанна Павла II. Моравецкий жёстко критиковал не только прежнюю коммунистическую систему, но и либеральную экономическую политику, «шокотерапию» Лешека Бальцеровича, смыкание финансового капитала и части интеллигенции с бывшей номенклатурой ПОРП.
В 1993 году Партия свободы влилась в Движение за республику, затем в Движение польской реконструкции Яна Ольшевского. Моравецкий вошёл в состав руководства структур Ольшевского. В 1997 и 2007 годах Моравецкий баллотировался в сенат, но не был избран. Его жёсткий радикализм и конфронтационность не встречали широкой поддержки избирателей.
С 2005 Корнель Моравецкий состоял в правоконсервативной партии «Право и справедливость» (PiS). В 2010 баллотировался на президентских выборах 2010, сделав попытку консолидировать радикальные силы. Предвыборный штаб возглавлял лидер КНП Адам Сломка. Однако кандидатуру Моравецкого поддержали лишь 0,13 % избирателей. В 2011 году Моравецкий неудачно баллотировался в сенат.
Корнель Моравецкий был активен не только в польской, но и в восточноевропейской политике. Ещё в конце 1980-х годов в «Борющейся Солидарности» был создан «Департамент Восток», организовавший обмен опытом с антикоммунистическими структурами Чехословакии, Украины, Молдавии, Литвы, Латвии, Эстонии, Грузии, Армении, Азербайджана, Казахстана. Моравецкий выступал в поддержку белорусской оппозиции, крымскотатарского движения, Евромайдана. При этом в косовском конфликте он принял сербскую сторону, осудил независимость Республики Косово.
На парламентских выборах 25 октября 2015 года Корнель Моравецкий был избран депутатом сейма Польши от популистско-демократического движения Кукиз'15, возглавляемого рок-музыкантом Павлом Кукизом. После скандала, связанного с голосованием его коллеги Малгожата Зверцан за него, покинул ряды Кукиз’15, и в 2016 году создал собственную партию «Вольные и Солидарные». Являлся старшим маршалом сейма 8 созыва.
На парламентских выборах 13 октября 2019 Корнель Моравецкий выдвигался в сенат от PiS.

## Работа и частная жизнь
До лета 2009 года Корнель Моравецкий преподавал в Институте математики Вроцлавского политехнического университета. С 2011 редактировал журнал Prawda jest ciekawa — Gazeta Obywatelska. В августе 2014 года он перенёс инфаркт. Проходил курс лечения в университетской клинике.
С 1959 года Корнель Моравецкий был женат на Ядвиге Моравецкой. В браке супруги имели трёх дочерей и сына. Моравецкий имел также нескрываемую связь с оппозиционной активисткой Ханной Луковской-Карней, соратницей по «Борющейся Солидарности».
Матеуш Моравецкий — сын Корнеля Моравецкого — также был активистом оппозиционного подполья, состоял в «Борющейся Солидарности» и Независимом союзе студентов. В 2007—2015 годах Моравецкий-младший возглавлял банк BZ WBK — третью по объёму активов финансовую структуру Польши, в 2015—2017 годах — вице-премьер и министр развития, с 2017 года — премьер-министр Польши.
78-летний Корнель Моравецкий скончался в варшавской больнице МВД.

## Награды
В 1988 Корнель Моравецкий был награждён Орденом Возрождения Польши от польского правительства в изгнании. Ему присвоен также Крест Борющейся Солидарности.
В то же время в июне 2007 Моравецкий отказался принять Большой крест Ордена Возрождения Польши от президента Качиньского, считая, что в его лице «Борющаяся Солидарность» должна быть удостоена более высокой награды.
В августе 2008 года получил от премьер-министра Чехии Мирека Тополанка Медаль Карла Крамаржа.
Высшую награду Польши — орден Белого Орла Корнель Моравецкий получил указом президента Анджея Дуды 27 сентября 2019 — за три дня до смерти.